# Le Héros sacrilège
Pour plus de détails, voir Fiche technique et Distribution.
Le Héros sacrilège (新・平家物語, Shin Heike monogatari) est un film japonais réalisé par Kenji Mizoguchi, sorti en 1955. Il est basé sur le Heike monogatari.

## Synopsis
Japon, XIIe siècle, moines et nobles  s'opposent. Le clan Taïra, dirigé par Tadamori, a du mal à être considéré à sa juste valeur par la cour. Le fils de Tadamori, Kiyomori, apprend qu'il est peut-être en réalité le fils de l'ancien empereur, qui était l'amant de sa mère, une courtisane.

## Fiche technique
- Titre : Le Héros sacrilège
- Titre original : 新・平家物語 (Shin Heike monogatari?)
- Titre anglais : Tales of the Taira Clan
- Réalisation : Kenji Mizoguchi
- Scénario : Yoshikata Yoda, Masashige Narusawa, Kyūchi Tsuji, d'après le feuilleton d'Eiji Yoshikawa
- Production : Masaichi Nagata
- Société de production : Daiei
- Musique : Fumio Hayasaka, Tamekichi Mochizuki et Masaru Satō
- Photographie : Kazuo Miyagawa et Kōhei Sugiyama
- Pays d'origine :  Japon
- Langue d'origine : japonais
- Format : couleurs - 1,33:1 - son mono - 35 mm
- Genres : Film d'aventures ; Jidai-geki ; film historique ; drame
- Durée : 108 minutes[1] (métrage : 13 bobines 2947 m[1])
- Dates de sortie : 
  - Japon : 21 septembre 1955[1]
  - France : 19 avril 1961[2]

## Distribution
- Narutoshi Hayashi : Taira Torodai
- Raizō Ichikawa : Taira Kiyomori
- Tatsuya Ishiguro : Fujiwara no Tokinobu
- Michiyo Kogure : Yasuko
- Akitake Kōno : Heiroku
- Yoshiko Kuga : Tokiko
- Tamao Nakamura : Shigeko
- Shunji Natsume : l'empereur Toba
- Ichijirō Oya : Taira no Tadamori
- Mitsusaburō Ramon : Ryokan
- Kunitaro Sawamura : Joku
- Eitarō Shindō : Banboku
- Eijirō Yanagi : l'empereur Shirakawa
- Ichirō Sugai : le charpentier

## Appréciation
« Le film raconte l'histoire d'un fils de samouraï qui ne supporte pas, ayant pris conscience de sa force et de sa qualité, d'être tenu en inférieur. 
Ce film, l'un des plus complexes et des plus riches de Mizoguchi, nous donne plus que tout autre, plus que l'Intendant Sansho dont il est une sorte d'approfondissement, la conception humaniste de notre cinéaste. Tout est permis à l'homme qui est son propre dieu pourvu qu'il combatte sans trêve toutes les craintes et les mensonges qui l'asservissent. »

— Jean Douchet, Mizoguchi, Connaissance du cinéma